# Tajiri
Tajiri (japanska: 田尻町?, Tajiri-chō) är en landskommun (köping) i Osaka prefektur i Japan.  
Den centrala delen av Kansais internationella flygplats, som ligger på en konstgjord ö, ligger i Tajiri.  Bron till flygplatsen ligger dock i Izumisano.